# جمهورية فنزويلا الثانية
جمهورية فنزويلا الثانية (Segunda República de Venezuela بالإسبانية) هو الاسم المستخدم للإشارة إلى الجمهورية الفنزويلية التي أعيد تأسيسها والتي أعلنها سيمون بوليفار في 7 أغسطس 1813. جاء هذا الإعلان بعد هزيمة دومينغو مونتيفيردي على يد بوليفار خلال الحملة العجيبة في الغرب وسانتياغو مارينو في حملته في الشرق. انتهت الجمهورية في العام التالي، بعد سلسلة من الهزائم على يد خوسيه توماس بوفيس.

## سوابق: بيان قرطاجنة
بعد سقوط أول جمهورية فنزويلية، ذهب العقيد سيمون بوليفار إلى المنفى وتوجه إلى كوراساو. وبعد فترة وجيزة، أبحر إلى المقاطعات الجديدة في غرناطة، والتي أعلنت مؤخرًا استقلالها عن الإمبراطورية الإسبانية.
في قرطاجنة، أرسل بوليفار خطابًا بعنوان «بيان قرطاجنة»، يصف فيه الأسباب التي أدت إلى سقوط الجمهورية الأولى، والوضع الحالي لأمريكا اللاتينية، ومنظوره حول مستقبل المنطقة.
طلب بوليفار من مؤتمر غرناطة الجديدة دمجه في الجيش، حيث سرعان ما تمت ترقيته إلى رتبة عميد وتعيينه إلى حامية. ثم نظم حملة سريعة بين تونخا وبامبلونا، لأدارة طرد القوات الملكية من هذه المنطقة. ومع تراجع الملكيين، خاطب بوليفار مجددًا مؤتمر غرناطة الجديدة للحصول على إذن بالتدخل في فنزويلا بجيش تطوعي. وفي ضوء الإجراءات التي نفذها بوليفار لغرناطة الجديدة، وافق الكونغرس على طلبه وسار بوليفار إلى فنزويلا.

## استخدام المصطلح في التاريخ الفنزويلي
خلال هذه الفترة، يتم استخدام مصطلح «جمهورية فنزويلا» رسميًا من قبل حكومة سيمون بوليفار. خلال الجمهورية الأولى، التي استند إليها بوليفار في شرعية أفعاله، أشارت الحكومة إلى الدولة الفنزويلية إما باسم «كونفيدرالية فنزويلا الأمريكية» أو «المحافظات المتحدة الفنزويلية» في إعلان الاستقلال (يتم استخدام كلا المصطلحين بالتبادل)، أو «الولايات المتحدة الفنزويلية» (وهو مصطلح يستخدم بالتبادل مع «الكونفدرالية») في دستور عام 1811.

## جمهورية فنزويلا الثالثة
استخدم المؤرخون اسم جمهورية فنزويلا الثالثة للإشارة إلى الفترة من حوالي عام 1817 إلى عام 1819، عندما بدأت حكومة مزعجة، نظمها بوليفار، في يانوس الفنزويلية. في العام السابق، تمكنت مختلف قوات حرب العصابات الفنزويلية من تأسيس نفسها بشكل دائم في يانوس واستولت على مدينة أنجوستورا، التي أصبحت مقرها. لقد توجت هذه الفترة بتشكيل كونغرس أنغوستورا في عام 1819، الذي كتب دستورًا جديدًا لفنزويلا حل محل دستور عام 1811، والذي كان من الناحية النظرية، لا يزال صالحًا، مع تعليقه منذ انهيار أول جمهورية في عام 1812. لقد أصدر المؤتمر قرارًا بتوحيد فنزويلا مع غرناطة الجديدة في جمهورية جديدة تُعرف باسم كولومبيا الكبرى، مما وضع حدًا للجمهورية الثالثة.
من عام 1820 إلى عام 1830، كانت أراضي فنزويلا هي إدارة فنزويلا داخل كولومبيا الكبرى. وبعد حل كولومبيا الكبرى، أصبحت فنزويلا جمهورية فنزويلا مرة أخرى، ومع خضوعها لتغييرات مختلفة في الدساتير وأشكال الحكم، إلا أنها حافظت بشكل دائم على استقلالها منذ تلك اللحظة. تعتبر هذه الفترة جمهورية مستقرة رابعة لفنزويلا.

## التقسيمات الإدارية
1. محافظة ميريدا
2. محافظة تروخيو
3. محافظة كاراكاس
4. محافظة باريناس
5. محافظة برشلونة
6. محافظة كومانا
7. محافظة مارغريتا